# Roland Green
Roland Green (Victoria, 29 de julio de 1974) es un deportista canadiense que compitió en ciclismo de montaña en la disciplina de campo a través. Ganó siete medallas en el Campeonato Mundial de Ciclismo de Montaña entre los años 1999 y 2003.

## Palmarés internacional
| Campeonato Mundial | Campeonato Mundial     | Campeonato Mundial | Campeonato Mundial         |
| Año                | Lugar                  | Medalla            | Competición                |
| ------------------ | ---------------------- | ------------------ | -------------------------- |
| 1999               | Åre (Suecia)           | Medalla de bronce  | Campo a través por relevos |
| 2000               | Sierra Nevada (España) | Medalla de plata   | Campo a través             |
| 2001               | Vail (Estados Unidos)  | Medalla de oro     | Campo a través             |
| 2001               | Vail (Estados Unidos)  | Medalla de oro     | Campo a través por relevos |
| 2002               | Kaprun (Austria)       | Medalla de oro     | Campo a través             |
| 2002               | Kaprun (Austria)       | Medalla de oro     | Campo a través por relevos |
| 2003               | Lugano (Suiza)         | Medalla de bronce  | Campo a través por relevos |